# Эльфгифу Йоркская
Эльфгифу Йоркская (около 970—1002) — королева Англии (980-е — 1002), первая жена короля Англии Этельреда II Неразумного. Мать многих его детей, в том числе Эдмунда Железнобокого.

## Дети

### Сыновья
- Этельстан (род. до 993, ум. 1014)
- Эгберт (род. до 993, ум. 1005)
- Эдмунд Железнобокий (род. до 993, ум. 1016)
- Эдред (ум. 1012/1015)
- Эдвиг (род. до 997, изгнан и убит в 1017)
- Эдгар (род. до 1001, ум. 1012/1015)

### Дочери
- Эдита (род. до 993), вышла замуж за Эдрика Стреону, элдормена Мерсии[3].
- Эльфгифу, вышла замуж за Ухтреда, элдормена Нортумбрии[4].
- (возможно) Вульфхильда, которая вышла замуж за Ульвкетиля Сниллингра (ум. 1016), вероятно элдормена Восточной Англии[5].
- (возможно) неизвестная по имени дочь, которая вышла замуж за Этельстана, который был убит в битве при Рингмере с датчанами в 1010 году[5][6].
- (возможно) неизвестная по имени дочь, которая стала аббатисой Уэрвелла[7].